# 635-ös busz
A 635-ös jelzésű elővárosi autóbusz Ócsa és Budapest (Népliget) között közlekedik.

## Megállóhelyei
Az átszállási kapcsolatok között az azonos útvonalon közlekedő, de Alsónémedit is érintő 636-os busz nincs feltüntetve.
| 0                                        | Budapest, Népliget autóbusz-pályaudvar végállomás                      | 55 | 1, 1A 83 254E 607, 608, 626, 628, 629, 630, 631, 632, 633, 650, 653, 654, 655, 656, 657, 659, 660, 661, 679, 705 1080, 1081, 1085, 1087, 1090, 1092, 1094, 1110, 1111, 1113, 1115, 1120, 1121, 1125, 1131, 1134, 1136, 1172, 1173, 1174, 1175, 1176, 1177, 1183, 1184, 1185, 1188, 1189, 1190, 1193, 1194, 1201, 1205, 1212, 1215, 1216, 1229, 1251, 1253, 1254, 1257, 1268 |
| ∫                                        | Budapest, Mester utca / Könyves Kálmán körút (csak leszállás céljából) | 51 | 1, 2B, 51, 51A 281 |
| 6                                        | Budapest, Koppány utca (csak felszállás céljából)                      | ∫  | |
| ∫                                        | Budapest, Közvágóhíd (Kvassay Jenő út) (csak leszállás céljából)       | 50 | 1, 2, 24 54, 55, 179, 223E, 224, 224E, 255E |
| 11                                       | Budapest, Timót utca / Soroksári út                                    | 44 | 224 627, 630, 631, 632, 650, 653, 654, 655, 659, 661 |
| 13                                       | Budapest, Pesterzsébet felső                                           | 41 | 66, 66B, 224, 224E 626, 627, 628, 629, 630, 631, 632, 650, 653, 654, 655, 659, 660, 661 1080, 1110 |
| 15                                       | Budapest, Pesterzsébet vasútállomás                                    | 39 | 66, 66B, 119, 151, 166 630, 631, 632, 650, 653, 654, 655, 659, 661 |
| 17                                       | Budapest, Festékgyár                                                   | 36 | 66, 66B, 66E, 166 627, 630, 631, 632, 650, 653, 654, 655, 659, 661 |
| 20                                       | Budapest, Soroksár, Hősök tere                                         | 34 | 66, 66B, 66E, 135, 166 626, 627, 628, 629, 630, 631, 632, 650, 653, 654, 655, 659, 660, 661 1080, 1110 |
| 22                                       | Budapest, Zsellér dűlő                                                 | 30 | 66, 66B, 66E, 135 626, 627, 628, 629, 630, 631, 632 |
| 24                                       | Budapest, Ócsai úti felüljáró                                          | 28 | 66, 66B, 66E 630, 631, 632 |
| 25                                       | Budapest, Központi raktárak                                            | 27 | 66, 66B, 66E 626, 627, 628, 629, 630, 631, 632 |
| 27                                       | Budapest, Transzformátor állomás                                       | 25 | 630, 631 |
| Budapest–Alsónémedi közigazgatási határa |                                                                        |    | |
| Alsónémedi–Ócsa közigazgatási határa     |                                                                        |    | |
| 44                                       | Ócsa, Árpád utca                                                       | 16 | |
| 46                                       | Ócsa, Köztársaság tér                                                  | 14 | |
| 48                                       | Ócsa, vasútállomás                                                     | 12 | 609, 641, 642, 643 S21 |
| 49                                       | Ócsa, Bolyai János Gimnázium                                           | 10 | 609, 641, 642, 643 |
| 51                                       | Ócsa, Katolikus templom                                                | 8  | 609, 641, 642, 643 |
| 52                                       | Ócsa, városháza                                                        | 7  | 609, 641, 642, 643 |
| 54                                       | Ócsa, temető                                                           | 5  | |
| 55                                       | Ócsa, Martinovics utca 2.                                              | 3  | 609 |
| 56                                       | Ócsa, Dózsa György utca                                                | 1  | |
| 57                                       | Ócsa, Akácos utca végállomás                                           | 0  | 609 |